# Осипов Микола Іванович
Мико́ла Іва́нович О́сипов (Осіпов) (1968—2014) — старший лейтенант Збройних сил України, учасник російсько-української війни.

## Короткий життєпис
Народився 1968 року в селі Воскресенка (Буринський район, Сумська область). Бажав стати десантником, однак мав незначні проблеми із зором; два роки займався спеціальними вправами, та зумів досягти стовідсоткового зору. В десятому класі вперше стрибнув із парашутом, займався рукопашним боєм, бігом. Закінчив сумську спеціалізовану школу № 1 (8 класів); Сумське артилерійське училище, за розподілом потрапив на службу до НДР. Після повернення звільнився. З дружиною Тетяною виховував двох дітей — сина Станіслава від попереднього шлюбу (перша дружина померла) та доньку Ганю.
Працював слюсарем на заводі «Насосенергомаш». Мобілізований літом 2014-го, командир взводу, 27-й реактивний артилерійський полк.
Уночі з 3 на 4 вересня 2014-го загинув під час обстрілу з території РФ із РСЗВ «Смерч» базового табору артилерійського полку в селі Побєда. Після першого вибуху намагався вибратися із бліндажем, що завалився, однак наздогнала хвиля від другого артудару. Не дожив трьох днів до відпустки.
Без Миколи залишились дружина, син, донька.
Похований в Сумах, Центральне кладовище, на Алеї поховань Почесних громадян.

## Нагороди
За особисту мужність і героїзм, виявлені у захисті державного суверенітету та територіальної цілісності України, вірність військовій присязі під час російсько-української війни, відзначений — нагороджений
- 27 червня 2015 року — орденом Богдана Хмельницького III ступеня (посмертно).
- Його портрет розміщений на меморіалі «Стіна пам'яті полеглих за Україну» у Києві: секція 4, ряд 8, місце 3
- Рішенням Сумської міської ради від 30 березня 2016 року № 487-МР присвоєно звання «Почесний громадянин міста Суми»
- 22 листопада 2016 року на фасаді будівлі сумської спеціалізованої школи № 1 імені В. Стрельченка на його честь відкрито меморіальну дошку